# Tusfestés (japán)

Amanohasidate

A tusfestés (水墨画, szuibokuga, vagy 墨絵, szumi-e) kínai módja (papírra vagy selyemre) a 14. században honosodott meg Japánban, s legkiemelkedőbb mestere Szessú Tójó lett, valamint a Kanó-iskola tagjai. Leggyakoribb témái tájak, bodhiszattvák, zen pátriárkák, állatok, virágok, s zen hatásra a stílus is fokozatosan egyszerűsödött: a japán topográfiától idegen kezdeti (kínai) hegyóriásokat és irdatlan szakadékokat (amelyek az árnyékolás révén mélységet kapnak ugyan, de központi nézőszögük nincs: mozaikképek) felváltotta például Szessú Amanohasidatéja, majd pedig az egyre szimbolikusabb bambusznád, madár egy csupasz ágon stb.